# Autopista M4 Don
La autopista M4 Don (del ruso: Федеральная автомобильная дорога М4 «Дон») es una autopista federal de Rusia. Une Moscú, en su extremo norte con Novorosíisk en el extremo sur a través de Vídnoye, Yefrémov, Yelets, Vorónezh, Rostov del Don, Dzhubga y Krasnodar. Tiene una longitud de 1 543.7 km. La sección principal entre Moscú y Krasnodar es parte de la ruta europea E115. La sección entre Krasnodar y Dzhubga forma  parte de la ruta E592, y la de Dzhubga hasta Novorosíisk es parte de la E97. Asimismo, la sección entre la intersección con la M19 (hacia la frontera ucraniana) en Novoshájtinsk y la intersección con la M29 Cáucaso (hacia la frontera azerí en Pávlovskaya es parte de la ruta europea E50). Su calzada en el óblast de Moscú y en el de Lípetsk es una autopista mientras que en otros lugares es una carretera nacional, con de dos a seis carriles. 
Se usa principalmente en la temporada veraniega para acceder a la costa del mar Negro y para el transporte de productos agrícolas desde el Kubán y el sur de Rusia a Moscú.

## Ruta

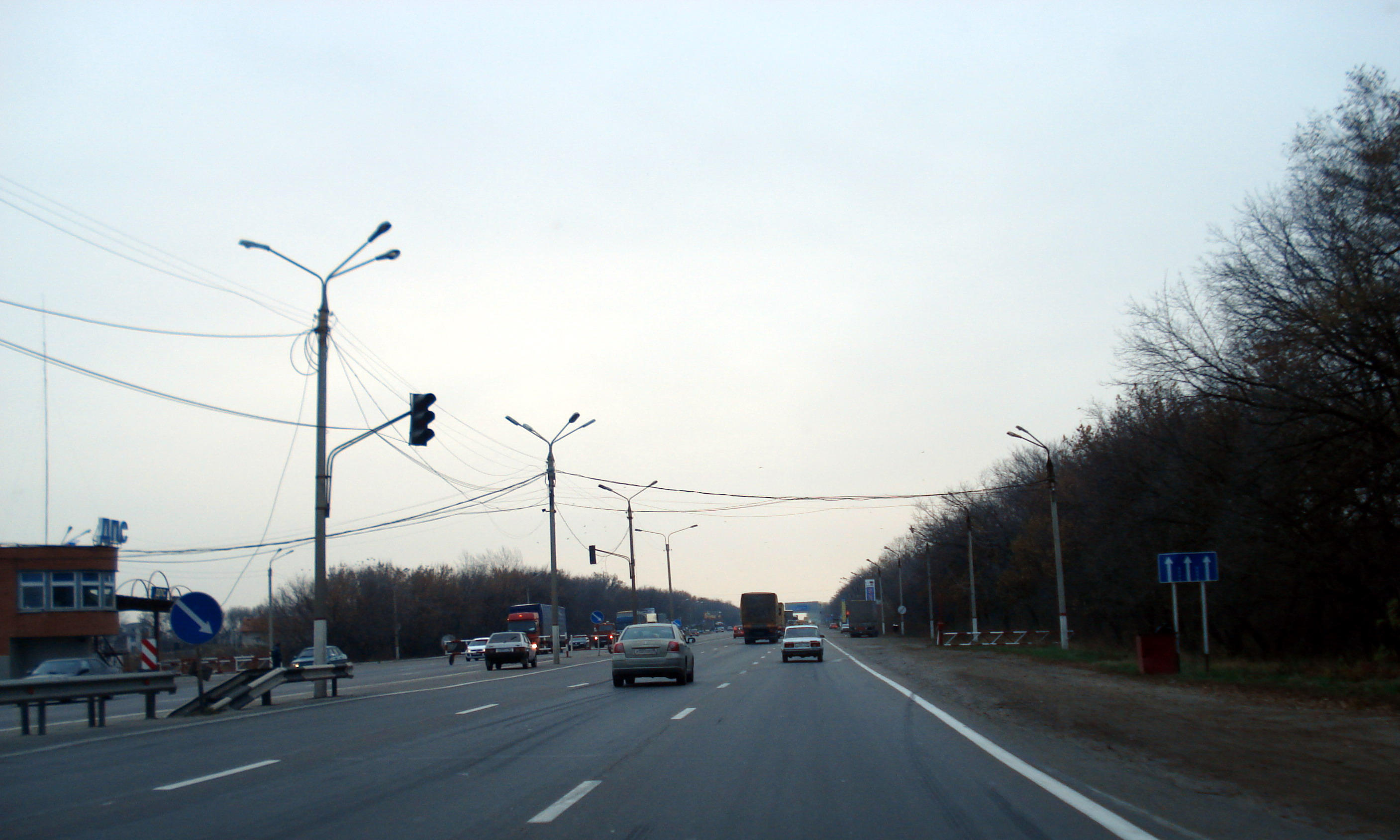
Al sudeste de Vorónezh.

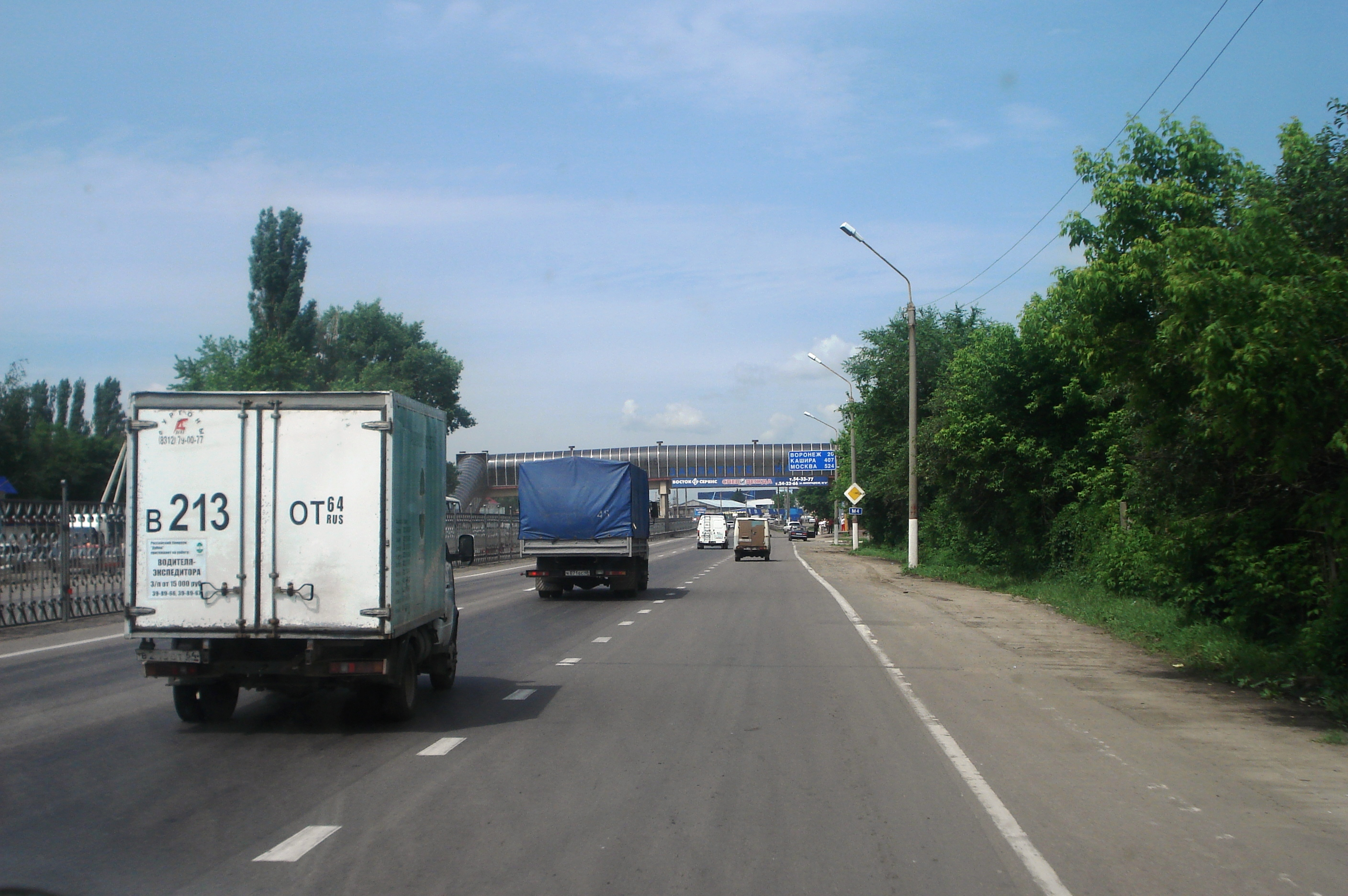
M4 en Nóvaya Usman.

Se inicia en la conjunción de la calle Lípetskaya y la MKAD, la circunvalación de Moscú. Pasa por el óblast de Moscú en dirección al sur, pasando al oeste de Vídnoye y al este de Domodédovo, entre la localidad y el aeropuerto. De la carretera se separa la autopista M6 en dirección al sudeste, a Astracán, al oeste de Kashira y Stúpino. 
En el óblast de Tula discurre al oeste de Veniov y Novomoskovsk y cerca de Kiréyevsk, Uzlovaya, Bogoroditsk y Yefrémov. Deja al este las ciudades de Yelets y Zadonsk en el óblast de Lípetsk y al oeste Jlébnoye. Entra en el óblast de Vorónezh, pasando por la circunvalación por el nordeste de la ciudad de Vorónezh, pasando más tarde por Nóvaya Usman, Rogachovka, Kashírskoye, Lósevo, Pávlovsk, la circunvalación de Boguchar y Verjni Mamón. Al entrar en el óblast de Rostov es cruzada por la ruta europea E40 Volgogrado-Chisináu en Kámensk-Shájtinski, dejando Mílerovo y Krasni Sulin al oeste y Shajty al este. Rodea a continuación Rostov del Don, cruzando el río Don por el puente de Aksái, prosiguiendo su camino al sur por Bataisk y Samárskoye. Se adentra en el krai de Krasnodar dejando a su paso Kushchóvskaya, Pávlovskaya (donde comienza la M29) y Korenovsk antes de llegar a Krasnodar. Al oeste surge la carretera A146 que va por la ruta más directa a Novorosíisk, sin embargo la M4 continúa al sur hasta la localidad turística de Dzhubga. En esta localidad se separa al este la M27 en dirección a Sochi y la frontera abjasa. La M4 Don prosigue a lo largo de la orilla del mar Negro hacia Gelendzhik, al oeste, antes de acabar en Novorosíisk, donde nace la M25 hacia Port Kavkaz.

## Historia
La carretera fue construida entre 1959 y 1966 con 7 metros de anchura de calzada y 2 carriles. Fue diseñada para el transporte de mercancías ligeras. En 1984 se inició la construcción de los tramos de autopista cercanos a Moscú. En 1990 se abrían al tránsito 18.4 km hasta Domodédovo. El aumento de la financiación hizo que a partir de 1997, en dos años hasta 1999 se pudieran abrir hasta 72 km con entre 4 y 8 carriles. En el año 2000 se pusieron en funcionamiento 63 km más en los óblasts de Moscú y Tula. 
En la década de 2000 se continuó mejorando la carretera, mejorando el firme y las intersecciones y aumentando el alumbrado. Se construyeron los desvíos a Bogoroditsk (2009), Verjni Mamón (2009), Boguchar (2009), Yefrémov (2010), Yelets (2010), Yárkino (2011) y otras localidades. 
Desde 2010 es una concesión de la agencia estatal Avtodor. La velocidad máxima está limitada a 110 km/h (en junio de 2011).